# ZSU-57-2自行防空炮
ZSU-57-2是一款冷戰初期由蘇聯研發的自行防空炮，鑑於二戰中納粹德軍對地攻擊機對蘇軍地面部隊的威脅而蘇軍卻無有效可隨裝甲部隊一起行動的自走防空炮，二戰後蘇軍要面對以美國為首的北約部隊同樣有強大的空中武力，故要研發ZSU-57-2自行防空炮，1957年11月7日的1957年红场阅兵當中首次公開出場。

## 研製背景
蘇聯在第二次世界大戰中曾研發過一系列使用中口徑高射砲的自走防空炮車，但產量與蘇聯機械化裝備比起來可說微不足道，大部分蘇聯野戰部隊的防空武器仍然配賦拖曳式防炮。二戰後，蘇聯陸軍研發出57毫米С-60高射炮，一舉汰換二戰使用的37公厘防炮，但是在測試中，蘇聯陸軍確定拖曳式防空炮的行動與佈署速度無法配合攻擊導向為主的蘇聯機械化部隊，自走防空炮的研製早已定案，57公厘車載防空炮代號S-68，規格為雙連裝57公厘防空炮，於1947年開始測試。隨著新式中型戰車已經進入量產階段，車載防空炮也採用相同底盤，在1950年完成測試，最初代號「500工程」，正式定名ZSU-57-2。

## 設計特點

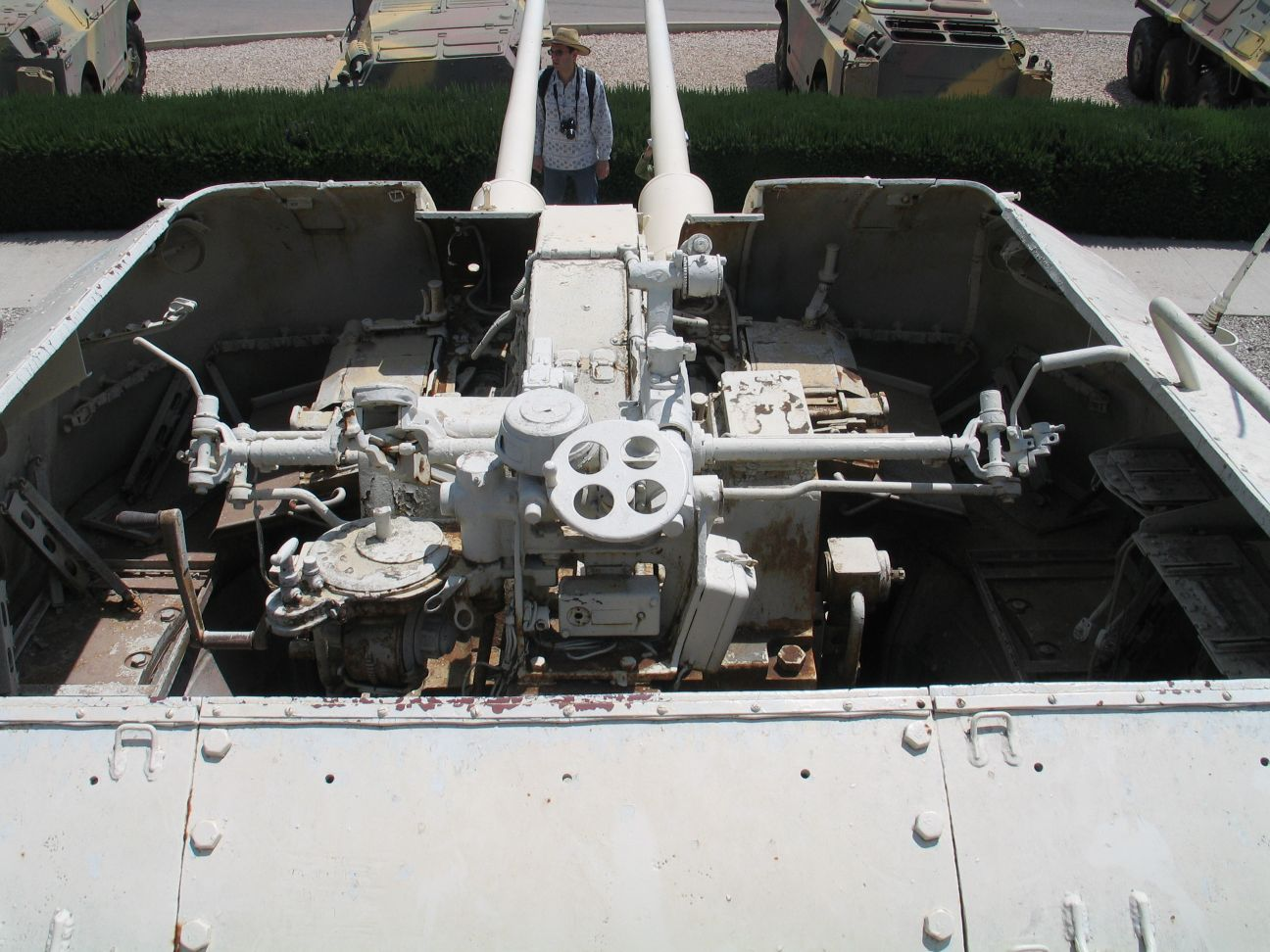
ZSU-57-2的露天炮塔

ZSU-57-2以T-54坦克的底盤搭配一組安裝S-68防空炮的開放式砲塔構成，但由於車重較輕，故ZSU-57-2的車體負重輪僅保留4對，此防空炮塔以薄裝甲組成，厚8至15毫米，配賦可遮風擋雨的帆布篷，此雨篷不用時摺起收在炮塔後方，乘員6人當中除了駕駛在車身其餘都在炮塔，乘員有車長、炮手、諸元測量手和2名裝填手，車長負責搜索和方向操縱，炮手負責瞄準開火和高低操縱，諸元測量手負責測量目標距離、速度和方向，共同去操作兩門S-68防空機炮，S-68防空快炮與S-60設計大致相同，但車體配備液壓馬達，火炮轉向與俯仰皆藉由液壓驅動提供動力，使火炮水平轉向達每秒30度、垂直俯仰每秒20度的速度移動火炮準心，強化追蹤效果。
S-60的炮彈以4發為一個彈夾由兩名裝填兵供彈，理論射速每分鐘100-120發，但考慮到炮身散熱問題，持續射擊射速每分鐘僅40-50發，此外因為戰鬥艙的空間狹窄，ZSU-57-2的最大射速只能在每分鐘70發左右。ZSU-57-2的攜帶炮彈為300發，176發以44組彈夾的方式置於砲塔內，72發炮彈以18組彈夾的方式置於車體前方，52發炮彈以散裝狀態放置於砲塔地板下。故ZSU-57-2的炮塔看似巨大但內部空間大多用於載彈，故其實內裡很擠迫，ZSU-57-2發射的炮彈有自毀引信，若打不中目標會自動在空中爆炸，以免掉回地上而造成傷亡。

## 實戰

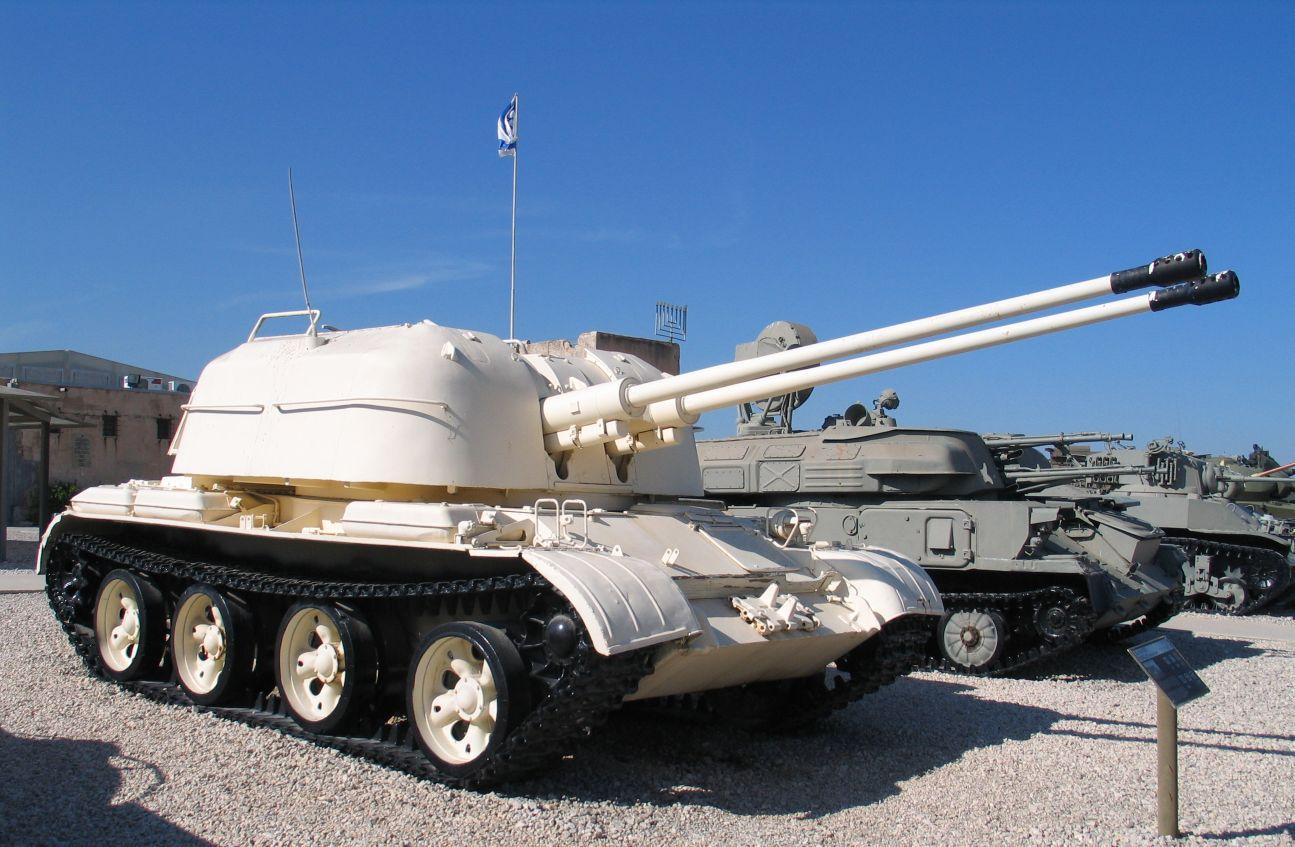
在第三次中東戰爭當中被以色列軍擄獲的ZSU-57-2

在蘇聯陸軍中，ZSU-57-2最低編制為2輛一排，1連2排，故一個蘇聯自走防空連僅有4輛ZSU-57-2。由於生產數量不足夠換裝所有部隊，一些次要部隊會使用BTR-40裝甲車或BTR-152裝甲車的車體搭載S-68防空機炮。除了產量，部隊使用評價上ZSU-57-2不算好；原因是S-60防空機炮是搭配了SON-9射控雷達，並由PUAZO-6高射指揮裝置控制，具有較為優異的接戰能力與射擊精準度，然而ZSU-57-2全都沒有，仍然只有二戰標準的光學瞄準能力。 
然而在實戰當中發現ZSU-57-2只有簡單的光学瞄準設備，難以跟得上現代噴射戰鬥機的速度，雖然炮彈威力足夠但要瞄準到敵機是有難度，故在現代防空作戰當中ZSU-57-2的效果有限。
中國曾從伊拉克得到ZSU-57-2的炮塔，測繪仿製後把其移植在69式坦克上成為80式自行高射炮，主要用於出口。中華人民共和國第五機械工業部最初是基於兩伊戰爭的客戶需求出資開發，但要到1988年兵器部才完成外貿技術鑑定定型，該年兩伊戰爭停戰，故最終沒有客戶採購。

## 使用國家

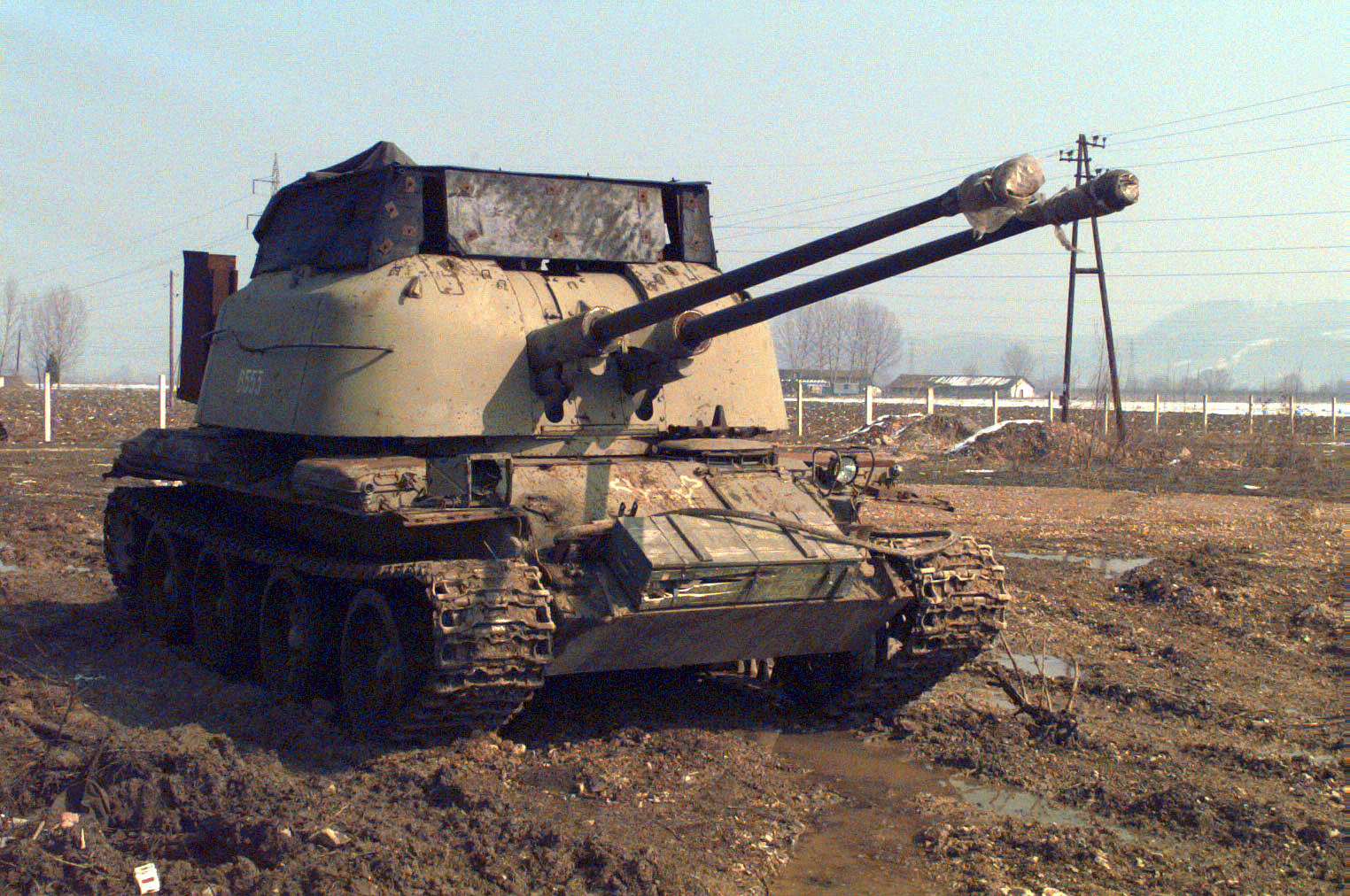
南斯拉夫ZSU-57-2

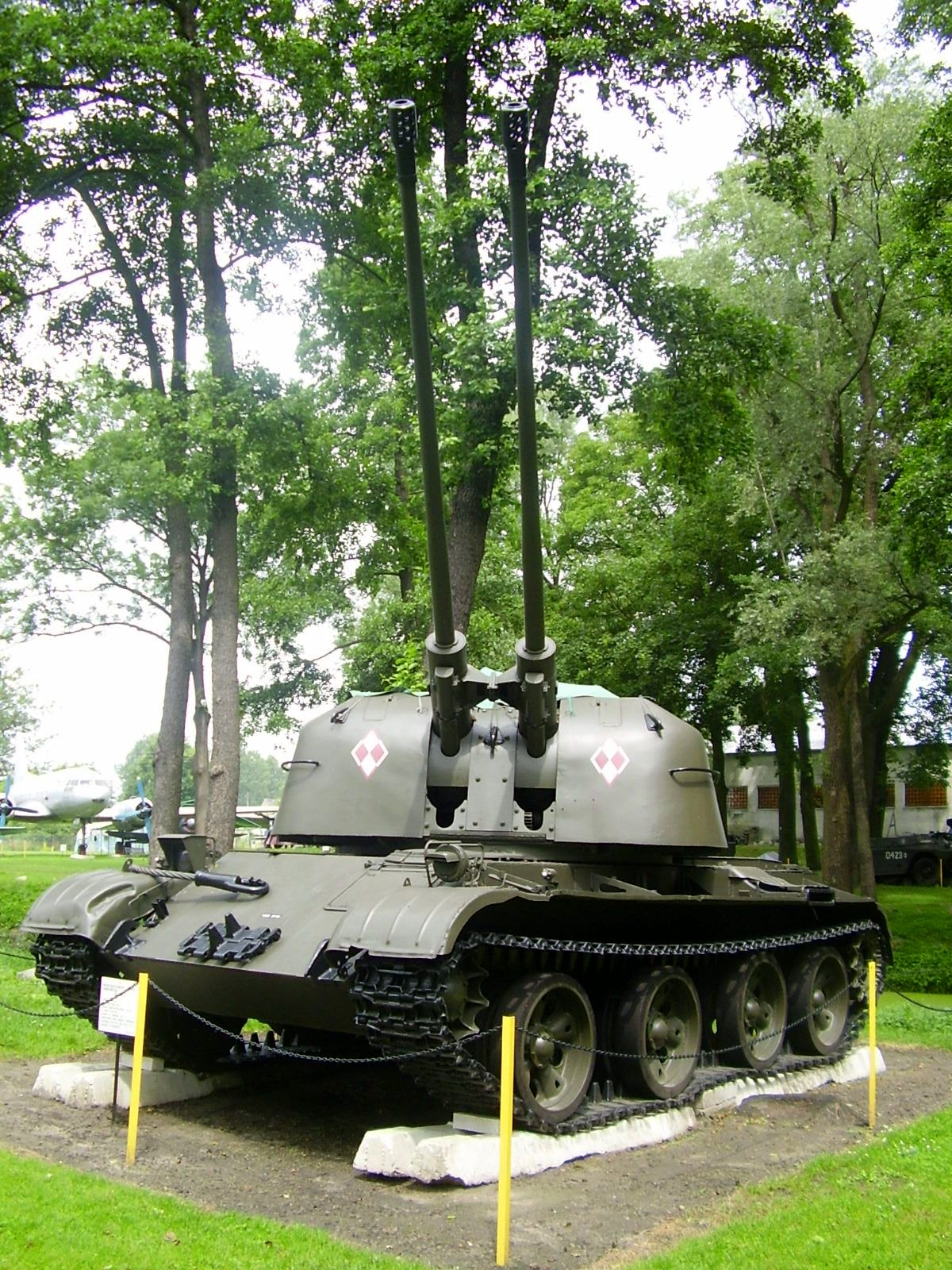
波蘭ZSU-57-2防空坦克

- 苏联
- 中华人民共和国
- 阿尔巴尼亚
- 阿尔及利亚
- 安哥拉
- 保加利亚
- 柬埔寨
- 喀麦隆
- 古巴
- 埃及
- 衣索比亞
- 匈牙利
- 印度尼西亞
- 莫桑比克
- 叙利亚
- 越南
- 芬兰
- 東德
- 德国
- 伊朗
- 伊拉克
- 以色列
- 波蘭
- 南斯拉夫
- 羅馬尼亞
- 斯洛維尼亞
- 捷克斯洛伐克

## 流行文化
- 在2004年推出的電腦遊戲《戰地風雲：越南》當中，選擇做北越的玩家可以使用ZSU-57-2。
- 在2012年推出的网络游戏《战争雷霆》當中，选择苏联地面部队的玩家可以使用ZSU-57-2、選擇中國地面部隊則有80式，因为有两门主炮且有一定的穿甲能力并且外形和红警的天启坦克类似又有“天启坦克”的外号。

## 外部連結
- 战后苏联自行高炮史 （页面存档备份，存于）